# Louis Hippolyte de Lormel
Louis Hippolyte de Lormel, né à Lesina (Dalmatie) le 18 octobre 1809 et mort à Paris le 31 mars 1888, est un administrateur colonial français.

## Biographie

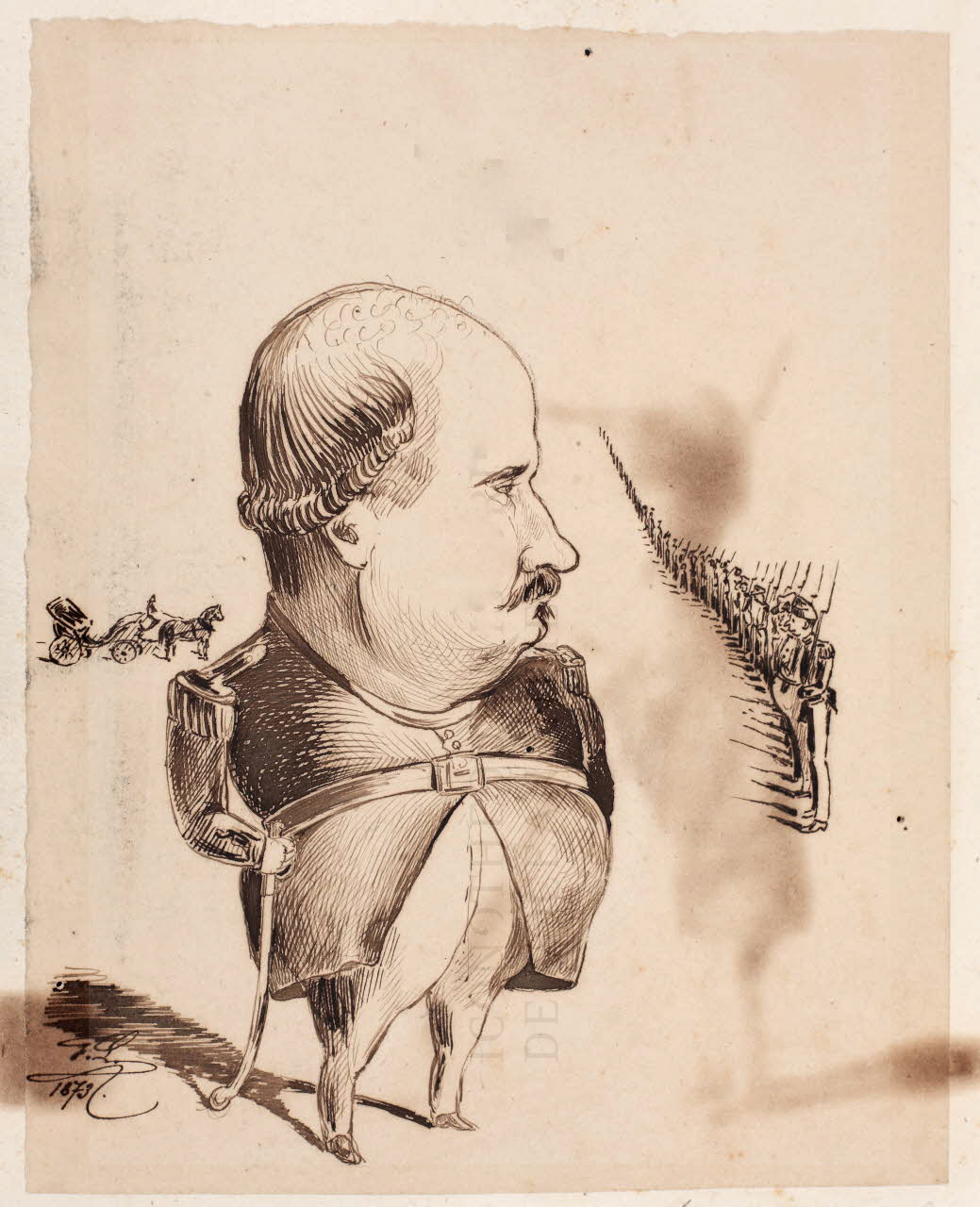
Lormel caricaturé par Frédéric Maydell Legras

Fils d'un médecin militaire, il suit des études de droit, puis rentre dans l'administration française en Algérie.
Directeur de l'Intérieur en Guadeloupe 1859, il est nommé gouverneur de la Guadeloupe par intérim en 1862, puis gouverneur titulaire en 1864. 
Il est gouverneur de La Réunion du 27 septembre 1869 au 18 septembre 1875. Durant son mandat, il s'assure que le premier anniversaire du massacre du 2  décembre  1868 (l'affaire Charles Buet) se passe sans trouble majeur et que la Réunion s'installe dans la Troisième République. Il développe les écoles primaires et établit un service sanitaire permanent à la suite de fréquentes épidémies. Il quitte la Réunion à sa demande le 18 septembre 1875.